# DDR4

Modulo di memoria DDR4 SDRAM da 16 GB

DDR4 è un tipo di memoria RAM specificata dallo standard JEDEC Semiconductor Memory, successore del DDR3. Il primo modulo DDR4 venne prodotto dalla Samsung, che diede l'annuncio sulla sua produzione nel gennaio 2011 e lo mise in commercio nel settembre 2012.
Nella versione DIMM un modulo ha 288 pin, in quella SO-DIMM (usata principalmente nei notebook) solo 260 pin e i rispettivi connettori hanno una forma che ne impedisce l'inserimento al contrario.

## Vantaggi

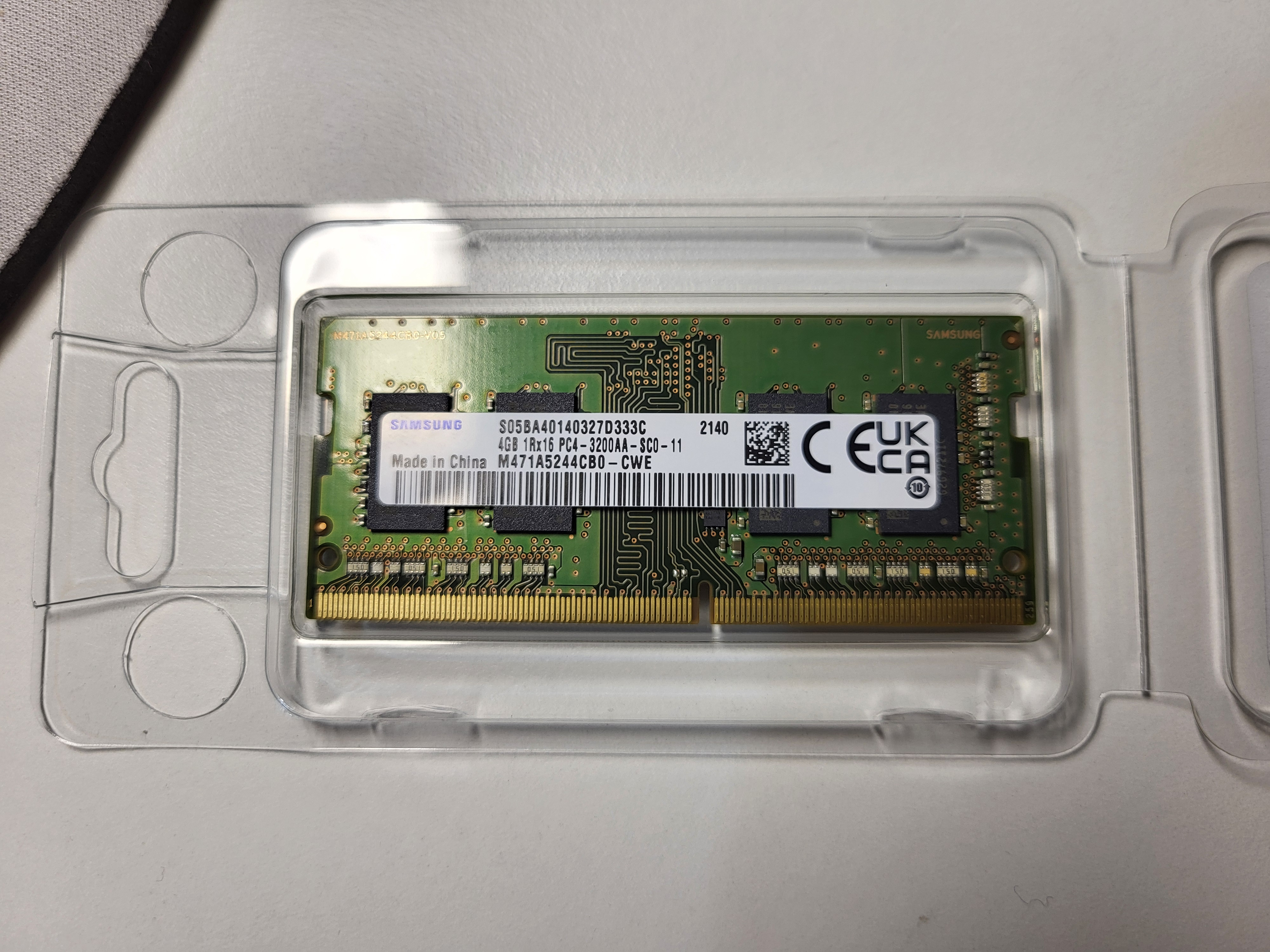
Banco di RAM DDR4, SO-DIMM, da 3200 MHz, da 4 giga.

I vantaggi principali delle DDR4 rispetto al suo predecessore DDR3 sono: maggiore densità di memoria, tensione inferiore e maggiore velocità di trasferimento dati.
Una memoria di tipo DDR4 opera a una tensione di 1,2 V con una frequenza compresa tra 1600 e 3600 MHz, mentre DDR3 opera a una tensione di 1.5 o 1.65 V con una frequenza compresa tra 800 e 2133 MHz. È in corso di realizzazione anche uno standard a bassa tensione di 1.05 V (DDRL) che andrà raffrontato con lo standard a bassa tensione di DDR3 (DDR3L) che opera a 1.35V.
I moduli DDR4 possono anche essere fabbricati con una densità due volte superiore rispetto alle DDR3.